# 昌化镇 (昌江县)
昌化镇，是中华人民共和国海南省昌江黎族自治县下辖的一个乡镇级行政单位。

## 行政区划
昌化镇下辖以下地区：
昌田社区、昌化社区、咸田村、昌农村、昌城村、杨柳村、旧县村、耐村、浪炳村、光田村、黄姜村、大风村、先田村、新城村和昌江大风南华糖业有限公司社区。